# Partido di Leandro N. Alem
Il partido di Leandro N. Alem è un dipartimento (partido) dell'Argentina facente parte della provincia di Buenos Aires. Il capoluogo è Vedia.

## Toponimia
Il partido è intitolato a Leandro N. Alem, primo leader dell'Unione Civica Radicale e mentore del presidente Hipólito Yrigoyen.